# Stadsparken, Lysekil

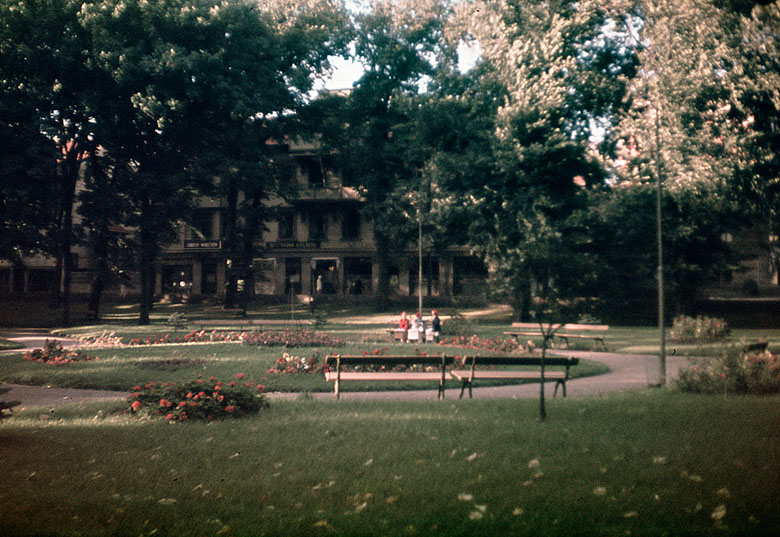
Lysekils stadspark (1945).

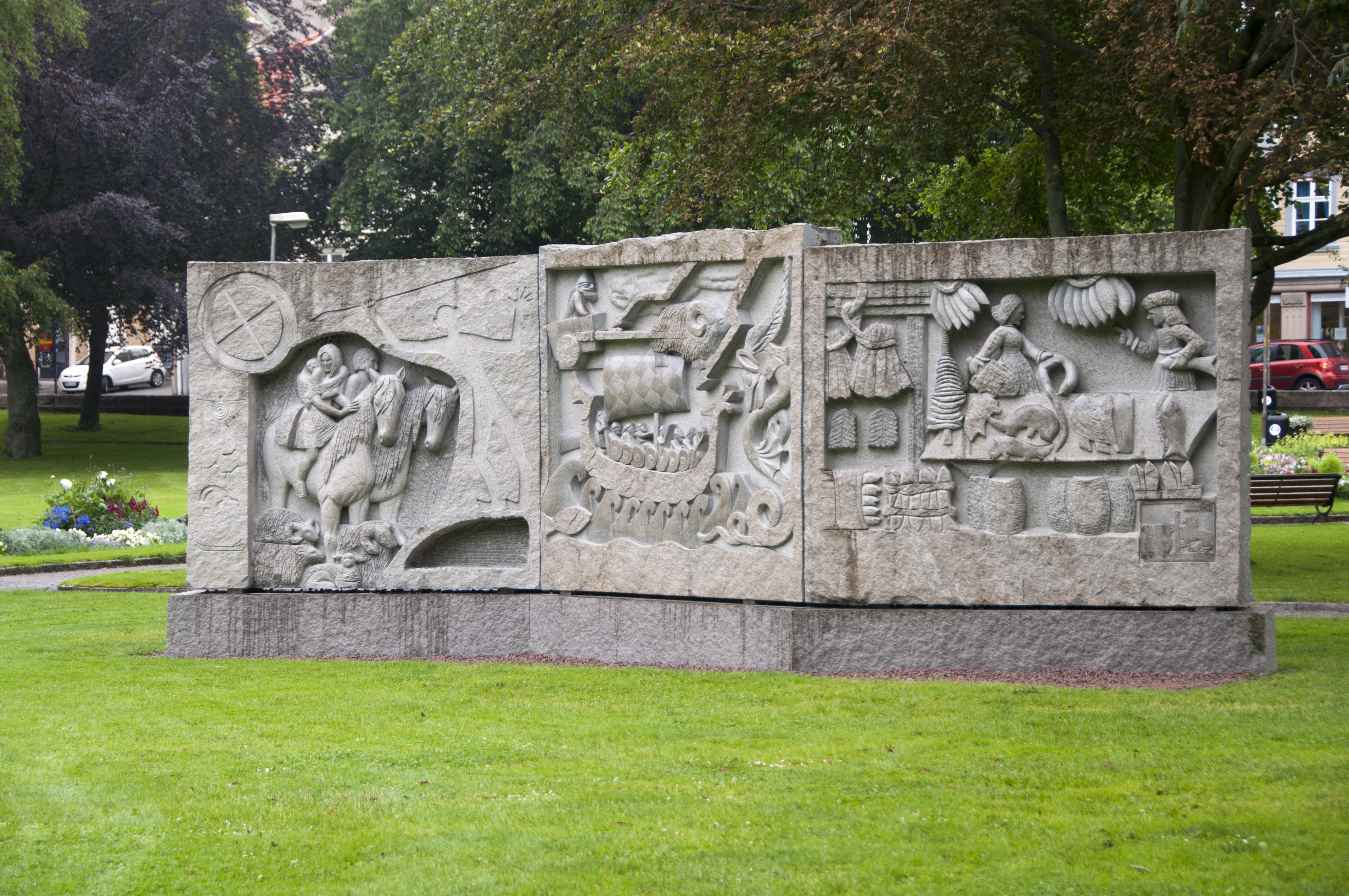
Ivana Machackovas skulptur Bohuslänsk krönika i Lysekils stadspark. Skulpturen invigdes den 12 oktober 2013.

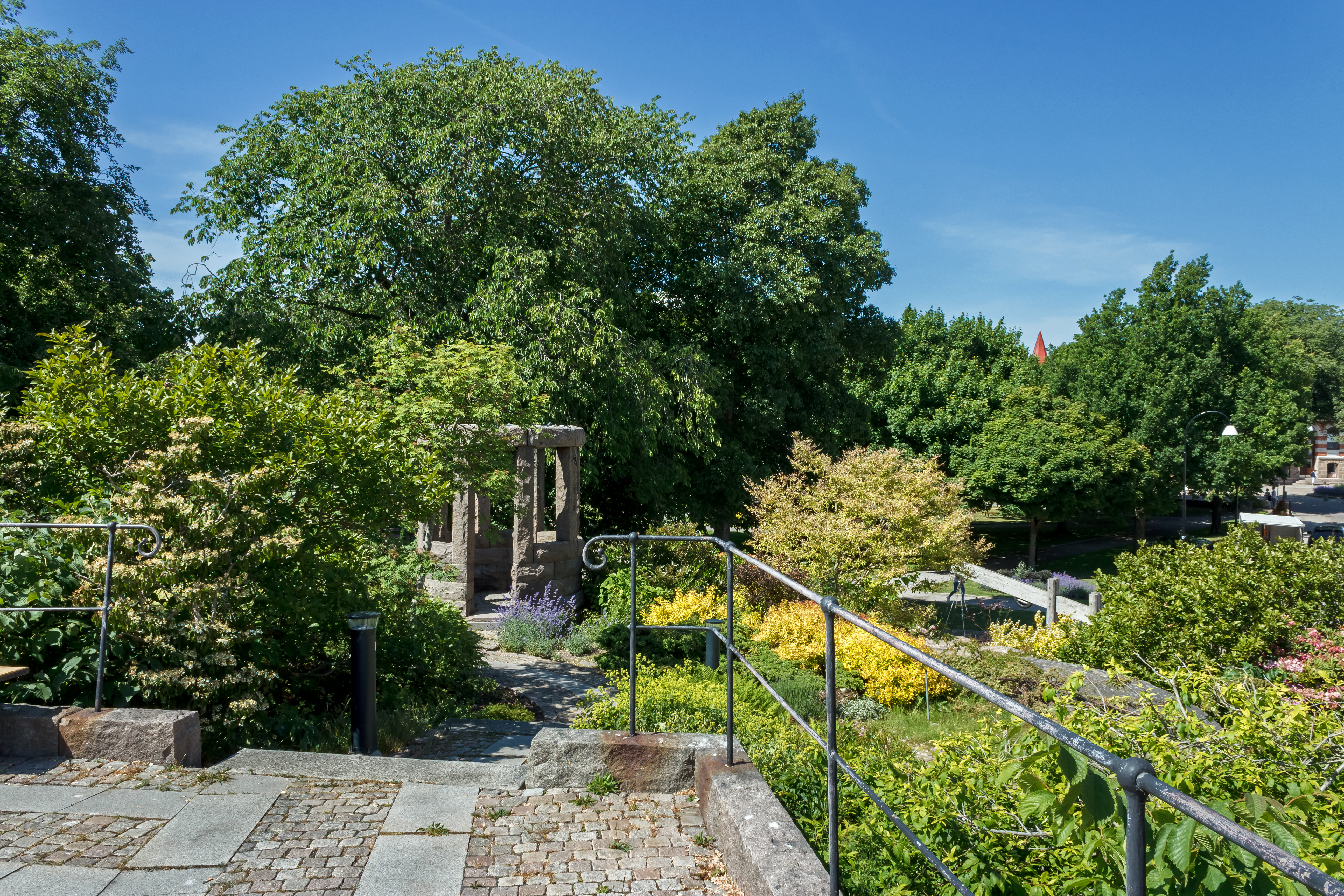
Granitlusthuset uppe vid terrassen i södra delen av parken.

Lysekils stadspark är den största parken i Lysekil och anlades redan på 1860-talet.

## Historia
De äldsta träden i parken är enligt uppgift från mitten av 1800-talet. Merparten av träden planterades dock så sent som under 1980-talet, då det genomfördes en omfattande nyplantering. Stadsparken anlades i enlighet med tidsandan med inspiration från engelska trädgårdar. Stadsparken gjorde delvis om till att mer efterlikna renässansens trädgårdar under 1950-talet och 1960-talet, bland annat placerades en fontän i parken och gångvägarna gjorde delvis om. Numera finns det en lekplats, planteringar, en fontän och en musikpaviljong i parken, i dess södra del ligger Lysekils konsthall.

## Bohuslänsk krönika
I stadsparken finns Ivana Machackovas skulptur Bohuslänsk krönika, vilken visar valda scener ur Bohusläns historia. Det är ett verk som består av sex väldiga stenblock på 30 ton granit i vilket Bohusläns 4000-åriga historia från bronsåldern genom vikinga- och medeltiden, sillperioden och fram till dagens samhälle syns.